# اغوای آبی
اغوای آبی یا اغواگری آبی (به انگلیسی: Blue Seduction) فیلمی محصول سال ۲۰۰۹ و به کارگردانی تیموتی باند است. در این فیلم بازیگرانی همچون بیلی زین و استلا وارن ایفای نقش کرده‌اند.